# Hydrotaea jacobsoni
Hydrotaea jacobsoni är en tvåvingeart som först beskrevs av Stein 1919.  Hydrotaea jacobsoni ingår i släktet Hydrotaea och familjen husflugor. Inga underarter finns listade i Catalogue of Life.